# Literna rugosa
Literna rugosa är en insektsart som först beskrevs av Jules Ferdinand Fallou 1890.  Literna rugosa ingår i släktet Literna och familjen spottstritar. Inga underarter finns listade i Catalogue of Life.